# Метрополь (ресторан)
«Метропо́ль» — название гостинично-ресторанного комплекса, расположенного на Садовой улице, д. 22 в Санкт-Петербурге. Один из старейших ресторанов Северной столицы. Работал с 1931 по 2002 год, повторно открылся в 2010 году после масштабной реконструкции.

## История ресторана

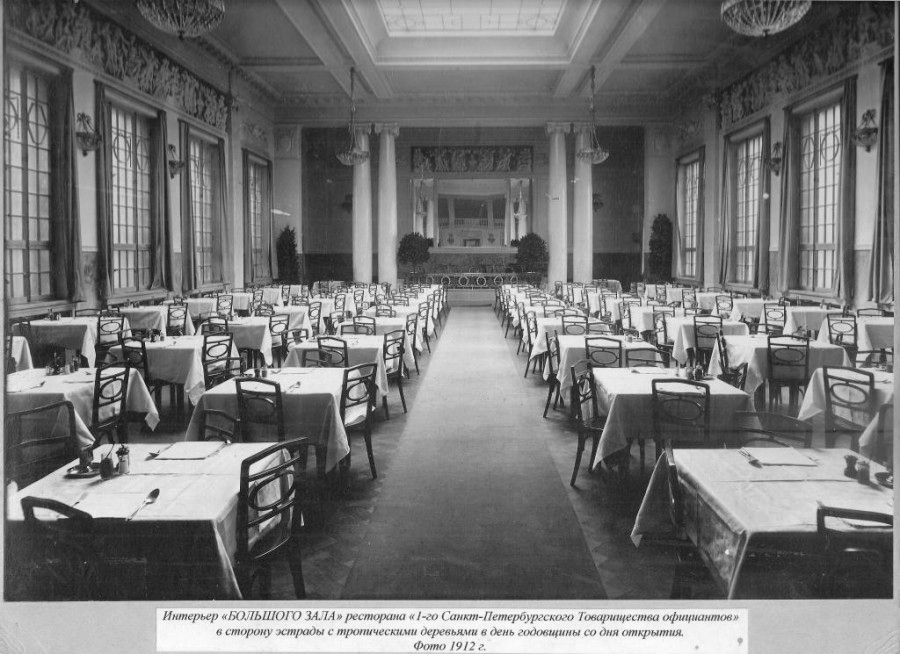
Интерьер «Большого Зала» ресторана «Первого Санкт-Петербургского товарищества официантов и поваров»

Историю ресторана принято отсчитывать с момента открытия в здании особняка на Садовой заведения под названием «Гостиный двор». Известный петербургский ресторатор А. Ф. Немечинский открыл одноимённый с известными торговыми рядами ресторан для купцов средней руки и петербургской интеллигенции. Однако ресторан не пользовался большой популярностью и в 1903 году, обанкротившийся к тому времени Неменчинский, был вынужден продать его «Первому Санкт-Петербургскому товариществу официантов и поваров».
Новые владельцы полностью пересмотрели концепцию ресторана, его внешний вид и переименовали заведение в «Люкс». Интерьер был поистине роскошен: обеденные залы украшали тропические растения, фарфоровые вазы, скульптуры, лепнина. Именно здесь впервые были использованы зеркала в декоре зала, чтобы господа и дамы могли незаметно наблюдать друг за другом. Также здесь впервые мужской и женские туалетные комнаты были оборудованы рядом, чтобы невзначай столкнуться с интересным вам человеком. Днем Большой зал освещал естественный свет через стеклянный потолок (новейшее архитектурное решение), а вечером — большие хрустальные люстры. Стены, ионические колонны, пилястры, эстрада — все было белого цвета, отчего помещение казалось очень просторным. Именно в «Люксе» зародилась мода на «ресторанные» платья: они были столь же праздничными как театральные, но менее официальные, в них появились открытые спины и плечи.
В заведении внедрялись и активно использовались последние новинки техники, например, первые электрические системы вентиляции и кофе-машины. В 1910-е годы в ресторане «Первого товарищества официантов» даже появилась телефонная связь, а заказ столика по телефону стал обычным делом.
Место это постепенно становилось богемным, здесь уже не было места простоватой купеческой публике. В предреволюционные годы ресторан был наимоднейшим местом, где «прожигали жизнь» и искали вдохновения поэты-декаденты Серебряного века (среди постоянных посетителей — Валерий Брюсов и Константин Бальмонт), регулярно ужинала петербургская богема, которая любила заказывать фирменный салат с куриным филе и корнишонами, рулет «Юсуповский», севрюгу по-царски и княжескую индейку. Сохранились также свидетельства того, что сам Григорий Распутин из окон этого ресторана кидал в прохожих бутылки «Мадеры».

### Обретение названия
Новый виток развития ресторана связан с национализацией недвижимости большевиками. В 1931 году, ресторан был передан в государственную собственность и получил название «Метрополь». В этом же здании расположился один из цехов кондитерской «Метрополь», продукция которой и по сей день радует жителей и гостей Санкт-Петербурга.
«Метрополь» знаменит тем, что ни на один день не закрыл свои двери при блокаде Ленинграда. Здесь было организовано скудное, но все же питание для руководителей города, высших чинов военных. На входе в ресторан стояла огромная кастрюля с горячей сладкой водой. Её наливали любому зашедшему и многие пережившие блокаду вспоминают Метрополь с огромным теплом, говоря, что эта сладкая вода помогла им выжить.

В послевоенный период «Метрополь» был известен тем, что здесь обслуживалась вся ленинградская элита, а его поваров приглашали на правительственные банкеты. В заведении проводились официальные государственные мероприятия высшего уровня. На втором этаже ресторана находился специальный зал для представителей партийной элиты, а также проводили мероприятия мирового масштаба. Гостями ресторана в советский период стали Леонид Ильич Брежнев, Рональд Рейган, Жак Ширак и многие другие.

Меню ресторана «Метрополь» в 1982 году
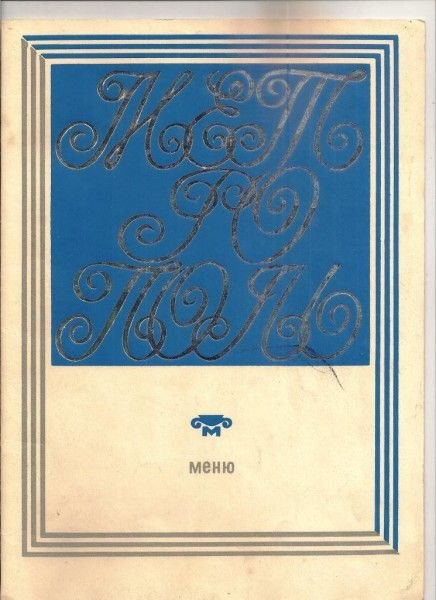
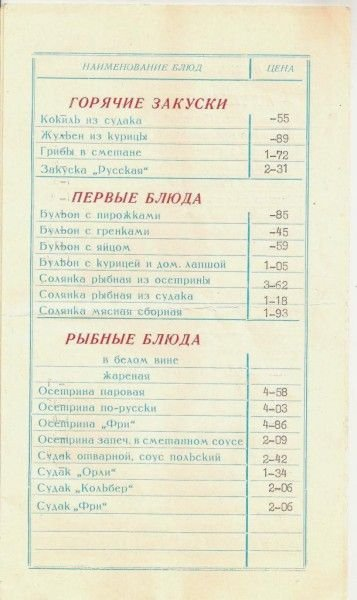
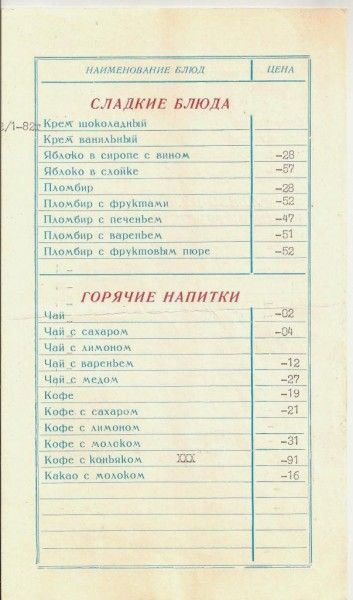
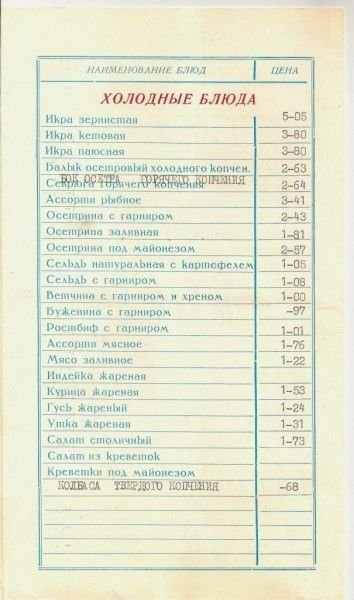
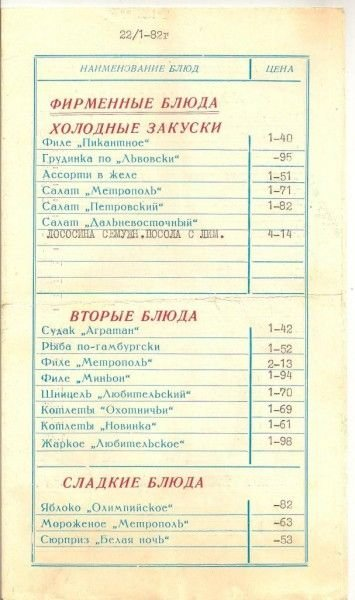
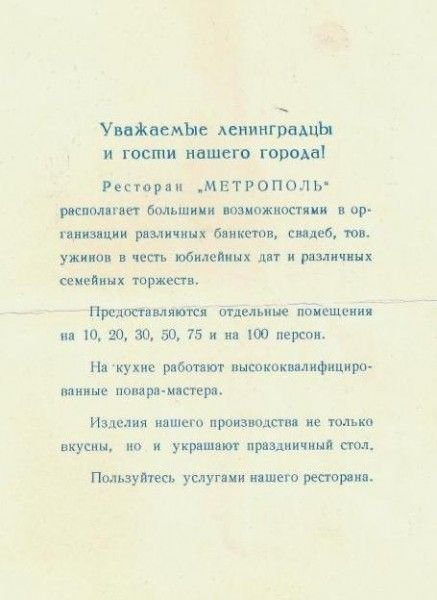

Тем не менее, продукция «Метрополя» была доступна и простому обывателю. Доступен был и семейный ужин в день рождения или свадебный банкет с тремя десятками гостей за большим столом, который обычно ставился около музыкальной эстрады. В ресторане прошли тысячи свадеб и банкетов. В Ленинграде было показателем статуса заказать банкет в ресторане Метрополь. Ленинградский «Метрополь» пережил две мировые войны и революцию, а с началом XXI века начинается и новая эпоха в истории «Метрополя».

## Реставрация
В 2002 году ресторан закрылся на масштабную реконструкцию. С учётом значимости заведения во время реконструкции был полностью восстановлен весь первоначальный интерьер с эксклюзивными живописными плафонами, прозрачным кессоном и лепниной. Была расчищена кирпичная кладка конца XVIII века. В то же время, оформлению ресторана были приданы новые краски. Именно поэтому в интерьере ресторана появились реплики на фламандскую живопись и кованые элементы.
При проведении реконструкции основного зала ресторана «Метрополь» была найдена скульптура девушки. По мнению архитекторов и экспертов, проводивших реставрационные работы, моделью, которая позировала в создании данного шедевра, была артистка русского балета, одна из величайших балерин XX века — Анна Павлова. Теперь эта скульптура занимает свое почетное место во внутреннем убранстве и интерьере ресторана «Метрополь».

## Ресторан «Метрополь» сегодня

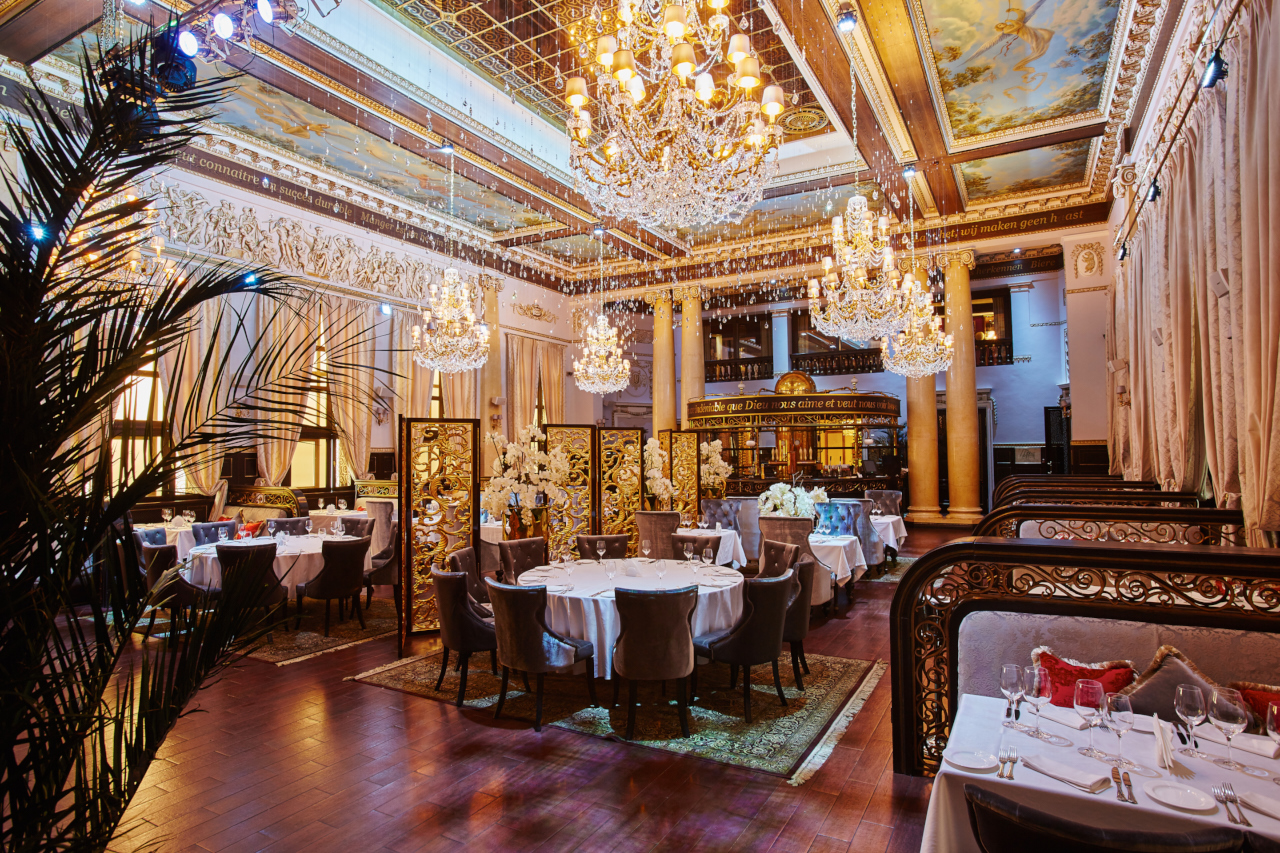
Интерьер Большого Зала ресторана «Метрополь» после реконструкции и обновления

Ресторан вновь открылся в 2010 году под брендом Brasserie de Metropole. Новый ресторан совместил в себе бельгийский паб с собственной первой в России бельгийской пивоварней и ресторанный комплекс Большого (колонного) и Малого (каминного) залов. В 2016 году после открытия в особняке на Садовой, 22/2 отеля Majestic Boutique Hotel Deluxe 4* была проведена реновация Большого зала, после которой он предстал перед посетителями в новом облике. Новое интерьерное решение Большого зала выполнено в светлой цветовой гамме, создающей, более теплую и уютную атмосферу, где все подчиняется логике пространства — открытого, но в то же время камерного. В интерьере ресторана появились большие хрустальные люстры, украшенные кристаллами Swarovski, оригинальные светильники, современная, удобная мягкая мебель, гармоничное разделение пространства на отдельные зоны, а также современное звуковое и световое оборудование, включая большой мультимедийный экран.
В 2020 году Ресторан «Метрополь» официально стал частью Гостиничного комплекса «Метрополь», наряду с гостиницами Majestic Boutique Hotel Deluxe 4*, «М-Отель» 3*, и итальянским кафе «Траттория».

## Гости ресторана «Метрополь»
«Метрополь» в свое время посетили такие известные деятели культуры и политики как Леонид Брежнев, Эмир Кустурица, Рафаэль Корреа, Федор Бондарчук, Эдуард Хиль, Михаил Боярский, Татьяна Буланова, Денис Клявер, Сергей Шнуров и многие другие. Список известных и знаменитых персон, посетивших «Метрополь», насчитывает более ста имён и регулярно пополняется.